# 関和亮
関 和亮（せき かずあき、1976年5月9日 - ）は、日本の映像ディレクター、スチルカメラマン。長野県上高井郡小布施町出身。

## 人物
映画少年として育ち、後にミュージック・ビデオに興味を持つ。東北大学を除籍後、映像専門学校に入学。アルバイト先の店長の紹介により錦織良成と知り合い、助監督となる。1998年より株式会社トリプル・オー（OOO）所属。2017年に株式会社コエ設立。

## 主な作品

### Perfume
詳細はPerfumeの項目を参照。
Perfumeは、インディーズ時代の『モノクロームエフェクト』（2004年）のCDジャケットを手がけて以降、MV、ジャケット等のビジュアル面を演出している（一部作品を除く）。
Perfumeの演出について、「僕らのやり方はいわゆる"業界の音楽プロデュース"とは違いますし、僕の中では女性アイドルを創っているつもりはない」と語っている。
アニメーションを取り入れた作品については、トリプル・オー創始者と付き合いのあったGONZOが参加することが多い。

### ミュージック・ビデオ
- 2003年〜2007年までのPerfumeの全作品

- 2008年
  - TRICERATOPS 「THE LOOONIES」（コンセプト＆プロデュース）
- 2009年
  - Sowelu 「MATERIAL WORLD」
  - ゴスペラーズ 「1,2,3 for 5」
  - JEJUNG & YUCHUN（from 東方神起） 「COLORS 〜Melody and Harmony〜/Shelter」
- 2010年
  - TRICERATOPS 「Startin' Lovin' with May J.」
  - avengers in sci-fi 「Delight Slight Lightspeed」
  - bump.y 「voice」
  - サカナクション 「アルクアラウンド」
- 2011年
  - NICO Touches the Walls 「Diver」
  - 柴咲コウ 「無形スピリット」
  - ねごと 「カロン」
  - JAWEYE 「Mark Up (for days)」
  - NICO Touches the Walls 「妄想隊員A」
  - ASIAN KUNG-FU GENERATION & 橋本絵莉子 from チャットモンチー 「All right part2」
  - 南波志帆 「こどなの階段」
  - NICO Touches the Walls
    - 「手をたたけ」
    - 「Endless roll」
    - 「バイシクル」

  - Base Ball Bear 「Tabibito In The Dark」
  - Applicat Spectra 「セントエルモ」
  - amazarashi 「空っぽの空に潰される」
- 2012年
  - 南波志帆 「少女、ふたたび」
  - Applicat Spectra 「神様のすみか」
  - ASIAN KUNG-FU GENERATION 「踵で愛を打ち鳴らせ」
  - フジファブリック 「徒然モノクローム」
  - UNICORN 「Feel So Moon」
  - 阿部真央 「世界はまだ君を知らない」
  - MAN WITH A MISSION 「Get Off of My Way feat. GEROCK」
  - チャットモンチー 「きらきらひかれ」
  - 乃木坂46 「涙がまだ悲しみだった頃」
  - ryo (supercell) feat. 初音ミク 「ODDS&ENDS」
  - 関ジャニ∞ 「あおっぱな」
  - Perfume 「FAKE IT」
  - TEMPURA KIDZ 「CIDER CIDER」
  - 木村カエラ 「Sun shower」
  - ねごと
    - 「nameless」
    - 「greatwall」

  - Mr.Children 「Marshmallow Day」
- 2013年
  - サカナクション 「ミュージック」
  - ねごと 「たしかなうた」
  - TEMPURA KIDZ 「ONE STEP」
  - GLAY 「DARK RIVER」
  - 米津玄師 「サンタマリア」
  - Perfume
    - 「Magic of Love」
    - 「1mm」

  - Yun*chi 「Your song*」
  - TEMPURA KIDZ 「はっぴぃ夏祭り」
  - AKB48フューチャーガールズ 「推定マーマレード」
  - てんとうむChu! 「君だけにChu!Chu!Chu!」
  - STOROBOY 「VIRGIN」
  - きのこ帝国 「海と花束」
- 2014年
  - 福山雅治
    - 「HUMAN」
    - 「暁」

  - Perfume 「DISPLAY」
  - Yun*chi 「Wonderful Wonder World*」
  - 陸奥守JAPAN 「BINBINレボリューション」
  - TEMPURA KIDZ vs Charisma.com 「ミイラキラー」
  - TAMTAM 「エンターキー」
  - きのこ帝国 「クロノスタシス」
  - OK Go 「I Won't Let You Down」
  - 木村カエラ 「TODAY IS A NEW DAY」
  - チームしゃちほこ 「シャンプーハット」
- 2015年
  - CAPSULE 「Another World」
  - GLAY 「HEROES」
  - 中島みゆき 「麦の唄」
  - Perfume 「Relax In The City」
  - 星野源
    - 「SUN」
    - 「時よ」

  - 9nine 「HAPPY 7 DAYS」
  - SEKAI NO OWARI 「Dragon Night」
  - AKB48 「ハロウィン・ナイト」
  - 米津玄師 「フローライト」
  - Perfume 「STAR TRAIN」
  - 矢野顕子 「Tong Poo」
  - 水曜日のカンパネラ 「マッチ売りの少女」
- 2016年
  - LiSA 「Hi FiVE!」
  - 三戸なつめ 「I'll do my best」
  - BOOM BOOM SATELLITES 「LAY YOUR HANDS ON ME」
  - Little Glee Monster 「私らしく生きてみたい」
  - 星野源 「恋」
- 2017年
  - 中田ヤスタカ 「Crazy Crazy (feat. Charli XCX & Kyary Pamyu Pamyu)」[5]
  - ぼくのりりっくのぼうよみ 「在り処」
  - Perfume 「TOKYO GIRL」
  - DAOKO 「拝啓グッバイさようなら」
  - 菅田将暉 「見たこともない景色」
- 2018年
  - Perfume「Let Me Know」
  - 星野源 「アイデア」
  - KICK THE CAN CREW「住所 feat. 岡村靖幸」
  - 乃木坂46「帰り道は遠回りしたくなる」
  - ASIAN KUNG-FU GENERATION 「ホームタウン」
- 2019年
  - milet 「inside you」
  - RADWIMPS 「愛にできることはまだあるかい」
  - 松任谷由実 「深海の街」
  - 宮本浩次 「P.S. I love you」
- 2020年
  - Perfume「Challenger」
  - milet 「The Hardest」
  - 嵐「カイト」
- 2021年
  - 藤井風「燃えよ」
  - V6「Full Circle」
- 2022年
  - YOASOBI「好きだ」
- 2023年
  - Sexy Zone「Cream」[6]

### 写真集
- Perfume Portfolio
- Perfume Livefolio
- Perfume LIVE@東京ドーム12345678910（ファンクラブ会員限定）
- Perfume 4th Tour in DOME 「LEVEL3」 (ファンクラブ会員限定)

### その他
- BeeTV  ドラマ『SweetRoom「Birthday」』（主演：向井理）
- NHK連続テレビ小説
  - 『おひさま』（主演：井上真央）ヒロインポスター・タイトルバック
  - 『ごちそうさん』（主演：杏）ヒロインポスター・タイトルバック
  - 『マッサン』（主演：玉山鉄二・シャーロット・ケイト・フォックス）タイトルバック
- UULA  ドラマ『夜間飛行』（主演：渡部豪太　脚本：柴崎竜人）
- 新生KADOKAWA『影絵編』
- Aya na ture CM 『彼目線』篇
- KDDI Smart TV Box : スペシャルムービー
- NTTドコモ
  - dビデオ 『MANUAL』
  - dヒッツ イントロダクション with パスピエ
- 初音ミク -Project DIVA- F 2nd 発売記念プロジェクト『Dance with PS Vita』
- 乃木坂46 個人PV
  - 『生駒サンプラー』（出演:生駒里奈）
  - 『口だけBicycle』（出演:伊藤万理華）
- 江崎グリコ『アイスの実』CM（出演：きゃりーぱみゅぱみゅ）
- CHINTAI TVCM 2015春 30秒篇 （出演：きゃりーぱみゅぱみゅ）
- ローランド
  - 『AIRA - it's coming soon.』
  - 『AIRA - MX-1 Mix Performer』
- 映画『Living Behavior 不可思議/wonderboy 人生の記録』
- フジテレビ　ドラマ
  - 『かもしれない女優たち』（主演：真木よう子、水川あさみ、竹内結子）
  - 『かもしれない女優たち-2016-』（主演：広末涼子、井川遥、斉藤由貴）
- CHICAGO THE MUSICAL SPOT（出演:シャーロット・ケイト・フォックス）
- TBS 火曜ドラマ『カルテット』（出演: 松たか子、満島ひかり、高橋一生、松田龍平 ）宣伝美術・エンドタイトル
- テレビ東京 ドラマ24『下北沢ダイハード』
- スマートニュース『朝1分のニュースが人生を変える』CM（出演：吉岡里帆）[7]
- ブシュロン『Cinder Ella（シンデレラ） ある愛と自由の物語』Web CM（2018年5月24日 - ）（出演:高橋一生、レティシア・カスタ）[8][9]
- TBS・テレビ東京・WOWOW ドラマ『tourist ツーリスト』（出演：水川あさみ、池田エライザ、尾野真千子、三浦春馬）クリエイティブディレクター
- 映画『地獄の花園』

## 受賞
- Perfume 『Dream Fighter』 MVA BEST CHOREOGRAPHY VIDEO 受賞
- サカナクション 『アルクアラウンド』 第14回文化庁メディア芸術祭エンターテインメント部門優秀賞 受賞